# Asociación Médica Canadiense
La Asociación Médica Canadiense, Canadian Medical Association (en inglés), Association médicale canadienne (en francés) es una asociación nacional voluntaria de médicos y estudiantes de medicina que aboga por cuestiones de salud a nivel nacional. Su objetivo principal es impulsar cambios positivos en la atención médica mediante la promoción de cuestiones de salud claves a los que se enfrentan los médicos y sus pacientes.
Las primeras reuniones se celebraron en Quebec, en 1867, y en Montreal, en 1868.
La AMC cuenta con más de 75 000 miembros y es la más importante asociación de médicos de Canadá. Está compuesta por médicos y estudiantes de medicina. La AMC representa a los médicos de Canadá durante toda su vida profesional, desde la facultad de medicina hasta la jubilación, pasando por la residencia y la práctica médica.
Es una federación voluntaria de 10 asociaciones médicas provinciales autónomas, unidas a nivel nacional, y que representa a la mayoría de los médicos de habla inglesa y francesa en todo Canadá. Más de 40 organizaciones que representan diversos campos de especialización médica, desde medicina deportiva hasta neurología y medicina familiar, están afiliadas a la CMA. Además, más de 30 sociedades, como la Sociedad Canadiense del Cáncer (fundada por la CMA en 1937), son miembros asociados.
En 1844, el Dr. Joseph Painchaud y otros médicos quebequenses querían encontrar formas de ayudar a los médicos y, tras su muerte, a sus viudas y huérfanos.
El primer presidente de la CMA fue Sir Charles Tupper, Primer Ministro de Nueva Escocia, quien condujo a esa provincia a la Confederación y luego llegó a ser Primer Ministro de Canadá. La constitución de la CMA estaba profundamente arraigada en sus orígenes escoceses, ya que los tres primeros presidentes de la Asociación se graduaron en la Facultad de Medicina de Edimburgo.
La CMA publica, desde 1911, el Canadian Medical Association Journal (a menudo abreviado como CMAJ), que es una revista médica revisada por pares que ofrece investigaciones clínicas originales, comentarios, análisis y reseñas de temas clínicos, noticias de salud y actualizaciones de la práctica clínica. 